# 피메일리즘
피메일리즘(Femaleism)은 여자가 남자에 비해 신체가 작은 점은 인정하나 여성이 남성에 비해 뛰어난 점도 많다는 것을 함께 인식해야 한다고 주장하는 새로운 여성운동이다. 지금까지의 성적(性的) 차별을 문화적인 산물로 보고 양육관습의 시정, 입법화를 주장해온 페미니즘과는 구별된다. Barbara Ehrenreich에 의해 1999년에 주장되었다. 